# CL Smooth
CL Smooth, właśc. Corey Brent Penn, Sr. (ur. 8 października 1968) – amerykański raper i producent muzyczny pochodzący z New Rochelle, w stanie Nowy Jork.
W latach 1991–1995 członek duetu Pete Rock & CL Smooth, w którym występował jako raper. Wspólnie z Pete’em Rockiem wydał trzy albumy. Zespół rozpadł się w 1995 roku. Kiedy duet reaktywował się dziesięć lat później na pewien czas, Rock i Smooth nagrali tylko kilka utworów. Była nadzieja na nagranie do kolejnego albumu w 2004 r., jednak obie strony wycofały się z realizacji tego pomysłu.
W ciągu swojej kariery CL Smooth wystąpił gościnnie u takich artystów jak: AZ, DJ Krush, Nujabes, J.R. Writer z The Diplomats, DJ Premier, Run-D.M.C., Mary Jane Blige, Heavy D & the Boyz czy The Roots.
Swój debiutancki album solowy American Me wydał w 2006 roku. W celu promocji rok wcześniej wspólnie z DJ-em J.Period wydał mixtape Man On Fire. Solowy album zawierał 17 utworów. Singlami zostały utwory: „American Me” i „Smoke in the Air”. Rok później ukazał się drugi album Smootha zatytułowany The Outsider. Produkcją albumu zajęli się między innymi: John Legend, Pete Rock, The Heatmakerz i Just Blaze.
W 2010 roku CL Smooth wystąpił wspólnie z Pete’em Rockiem na trasie koncertowej „Clean Energy Tour”, która objęła między innymi Kalifornię.

## Dyskografia
- American Me (2006)
- The Outsider (2007)